# Etelvoldo Pascolini
Etelvoldo Pascolini, italijanski general, * 1884, † 1956.